# Тору Иватани
Тору Иватани (на японски: 岩谷 徹; на английски: Iwatani Tōru) е японски дизайнер на видеоигри и създател на една от най-известните аркадни игри – „Pac-Man“.

## Биография
Роден е на 25 януари 1955 г. в район Мегуро, Токио. Той е самоук – няма никакво официално образование, свързано с компютри, изкуство или графичен дизайн.
През 1977 г. започва работа за производителя на видеоигри „Namco“. Първите игри, които създава, са „Gee Bee“ през 1978 г., „Bomb Bee“ и „Cutie Q“ през 1979 г. Поставя си за цел да създаде игра, която да е интересна за жени, като по този начин да спомогне за създаването на по-облагородена атмосфера в игровите центрове, които по онова време имат в известна степен злокобен имидж.
Иватани получава свободата да измисли нова игра без ограничения в бюджета и времето. Той е вдъхновен за външния вид на „Pac-Man“ от оставащото парче пица, след като си е отрязал едно парче. След като чува разговор между момичета, той решава, че храна и хранене биха привлекли повече момичета към игровите центрове. Заедно с програмиста Шигео Фунаки (Shigeo Funaki) и звуковия инженер Тошио Каи (Toshio Kai), Иватани създава играта, която променя света на игрите в рамките на 18 месеца. След много експерименти той стига до идеята „Pac-Man“ да си пробива път през храна, разположена в лабиринт и да бъде преследван от 4 призрака. Играта е издадена в Япония на 22 май 1980 г. и постига огромен успех. Името на играта в Япония първоначално е „Puck-Man“ и е променено, когато е издадена в САЩ, за да не се дава възможност да се заменя P с F в името на играта. Тъй като е обикновен работник във фирмата, за създаването на играта не получава нито бонус, нито увеличение на заплатата, нито споменаване на името му на публично място като създател на играта.
Създава няколко по-малко успешни други игри, например любимата му „Libble Rabble“, преди да бъде повишен до позиция, в която е надзорник на управлението на компанията.
През март 2007 г. Иватани напуска „Namco“ след 30 години работа за фирмата, за да започне работа в Токийския политехнически институт. Като професор в Токийския политехнически институт преподава „Планиране на игри“ в катедра „Създаване на игри“.